# Сташа Зайович
Станіслава Сташа Зайович (серб. Stanislava Staša Zajović; нар. 1953, Никшич, Соціалістична Республіка Чорногорія, СФРЮ) — чорногорська феміністка, пацифістка та публіцистка. Співзасновниця та координаторка організації «Жінки в чорному» в Белграді.

## Життєпис
Закінчила факультет іспанської та італійської мов у Белградському університеті та приєдналася до феміністського руху в 1980-х роках у Белграді .
Бере участь у багатьох феміністських заходах, від організації вуличних акцій і до роботи з біженцями, жінками тощо. Ініціювала кілька жіночих мереж, таких як «Жіноча мирна мережа», «Міжнародна мережа жіночої солідарності проти війни/Міжнародна мережа „Жінок у чорному“», «Мережа відмовників від військової служби з міркувань сумління та проти мілітаризму в Сербії», «Коаліція за світську державу» та інші.
Організувала численні освітні заходи, присвячені правам жінок, жіночій мирній політиці, міжетнічній та міжкультурній солідарності, жінкам та владі, жінкам та антимілітаризму. Відіграла важливу роль у розширенні мережі «Жінки в чорному» по всьому світу. Наприклад, Кармен Магаллон у своїй книзі «Жінки, які стоять за мир» (ісп. Mujeres en pie de paz) розповідає, що візит Сташі Зайович до Іспанії 1993 року, її ідеї та прихильність вплинули на створення в цій країні групи «Жінки у чорному».
Від 1992 року Сташа Зайович є авторкою численних есе, статей та додатків у місцевих, регіональних та міжнародних ЗМІ, журналах та публікаціях про жінок і політику, репродуктивні права, війну, націоналізм і мілітаризм, жіночий опір війні та антимілітаризм.
2017 року Сташа Зайович підписала Декларація про спільну мову хорватів, сербів, боснійців та чорногорців.
Брала участь у заходах «Жінок у чорному», організованих на згадку про жертв війни у Вуковарі (Хорватія), і спікером акції протесту, присвяченої роковинам початку Боснійської війни, підкресливши відсутність уваги до цих подій, жертв і розкриття військових злочинів.
Від 1995 року учасниці «Жінок у чорному» щороку вшановують пам'ять жертв різанини у Сребрениці. 2015 року в інтерв'ю українському ВВС Сташа Зайович заявила, що представники сербського уряду мають поважати вироки міжнародних судів у Гаазі та визнати геноцид у Сребрениці.
Сташа Зайович була номінована та отримала низку призів та нагород. Серед них Премія миру тисячоліття для жінок, «Почесний громадянин Тутіна», «Почесний громадянин Гранади» та інші. 2005 року номінована на Нобелівську премію миру в рамках кампанії «1000 жінок на Нобелівську премію миру», а також у 2005 та 2007 роках щоденна газета «Данас» номінувала її на звання «Газетна людина року».